# Strävt knotterskinn
Strävt knotterskinn (Hyphodontia aspera) är en svampart som först beskrevs av Elias Fries, och fick sitt nu gällande namn av J. Erikss. 1958. Hyphodontia aspera ingår i släktet Hyphodontia och familjen Schizoporaceae.   Inga underarter finns listade i Catalogue of Life.

I den svenska databasen Dyntaxa används istället namnet Xylodon asperus för samma taxon.  Arten är reproducerande i Sverige.